# Robert Andersson
Robert Theodor Andersson (Stoccolma, 18 ottobre 1886 – Stoccolma, 2 marzo 1972) è stato un pallanuotista, nuotatore e tuffatore svedese, vincitore di una medaglia d'argento alle olimpiadi di Stoccolma 1912 e due di bronzo a Londra 1908 ed Anversa 1920.
Partecipò alle gare di nuoto e di tuffi dei Giochi olimpici intermedi di Atene del 1906, gareggiando nelle gare dei 100m stile libero, partecipando alla finale, classificandosi nono, e dei tuffi dalla piattaforma, piazzandosi settimo, con 142,2 punti.
Due anni dopo, prese parte alle gare di nuoto, di pallanuoto e dei tuffi dei Olimpiadi estive di Londra del 1908, gareggiando nelle gare dei 100m stile libero, venendo eliminato al primo turno, e dei 400m stile libero, eliminato anche in questo caso al primo turno, nuotando in 6'28"0.
Con la squadra svedese, gareggiò nel torneo di pallanuoto, vincendo la medaglia di bronzo, dopo essere stata sconfitta dalla squadra belga per 8-4. Prese parte anche alla gara di tuffi dalla piattaforma 10 metri, piazzandosi quarto in finale, con un punteggio di 68,30.
Nel 1912, partecipò alle gare di nuoto e di tuffi delle Olimpiadi estive di Stoccolma, gareggiando nelle gare dei 100m stile libero, arrivando quarto nei quarti di finale, nuotando in 1'09"5, dei tuffi dalla piattaforma, piazzandosi quarto, con 60,59 punti. Sempre con la squadra svedese, gareggiò nel torneo di pallanuoto, conquistando la medaglia d'argento.
Otto anni dopo, prese parte alle gare di nuoto e di pallanuoto delle Olimpiadi estive di Anversa del 1920, gareggiando nella staffetta 4x200 metri stile libero, classificandosi quarto, con la squadra svedese, con un tempo totale di 10'50"2. Sempre con la squadra svedese, gareggiò nel torneo di pallanuoto, vincendo la medaglia di bronzo, dopo aver perso la semifinale con la squadra belga per 5-3, vincendo la finale per il terzo e quarto posto contro i Paesi Bassi per 9-1.
Robert è fratello di Selma Andersson, di Adolf Andersson e di Erik Andersson.